# IrfanView
IrfanView ist ein Freeware-Programm zur Betrachtung und in kleinem Umfang auch zur Bearbeitung von Bildern unterschiedlicher Formate für die Betriebssystemplattform Microsoft Windows.
Der Name ist aus dem Vornamen seines Entwicklers Irfan Škiljan und dem englischen Wort view (‚Anzeige‘, ‚Ansicht‘, ‚Blick‘, ‚Sichtweise‘) abgeleitet. Laut Entwickler wird die Software pro Monat mehr als eine Million Mal heruntergeladen.

## Geschichte
Erstmals erschien das Programm in einer Vorabversion im Jahr 1995. Die erste stabile finale Version des Programms, Version 1.70, die am 1. Juni 1996 veröffentlicht wurde, gab es nur in englischer Sprache. Version 2.63 vom 25. Januar 1998 war die erste, die auch auf Deutsch verfügbar war. Seither entwickelt Škiljan IrfanView auf Deutsch und Englisch weiter. Seit Version 3.35 aus dem Jahr 2001 ist jede Version in 29 Sprachen verfügbar. Englisch ist integriert, die 28 weiteren Sprachen können als Sprachpakete heruntergeladen werden.
IrfanView war laut Angaben des Entwicklers der erste Bildbetrachter für Windows, der das GIF-Format inklusive GIF-Animationen unterstützte sowie mehrere Unterseiten aus ICO- und TIFF-Dateien laden konnte („Multipage“-Unterstützung).

## Funktionen
Das Programm kann eine Vielzahl freier Grafikformate – wie zum Beispiel JPG, GIF, TIFF, PNG und ICO – lesen und in andere Formate konvertieren. Durch Kooperationen und separat erhältliche Plug-ins wird das Programm um einige Zusatzfunktionen und Unterstützung von Grafikformaten wie WebP erweitert.
Neben den eigentlichen Bildformaten werden auch andere Multimedia-Formate für Video- und Musikdateien unterstützt, darunter MPEG, MP3, Ogg und FLV. IrfanView bietet grundlegende Bildbearbeitungsfunktionen wie Scannen, Helligkeit, Kontrast, Ausschneiden, Weichzeichnen, Schärfen, Negativ, Farbänderung und Spezialfunktionen wie das Beseitigen des Rote-Augen-Effekts oder die Erstellung von Panoramabildern. Mithilfe der 8BF-Filter, die im Plug-in-Paket enthalten sind, können auch Photoshop-Plug-ins eingebunden werden. Auch eine Bildschirmfoto- und Kopiererfunktion ist im Programm enthalten, die einen Screenshot mit Mauszeiger erstellt. Außerdem kann man statische HTML-Bildergalerien mit Vorschaubildern (engl. „thumbnail“) aus HTML-Vorlagen (engl. „template“) anlegen.
Viele der angebotenen Grafikmanipulationen können auch als Stapelverarbeitung ausgeführt werden. Auf diese Weise ist es z. B. möglich, mehrere Dateien in einem Schritt zu drehen, zu verkleinern oder umzubenennen. Die Batchfunktionalität kann über die grafische Benutzeroberfläche oder über Parameter der Kommandozeile gesteuert werden.
Die für Bildarchive nützliche Bearbeitung und Anzeige von IPTC-IIM-Standard-Informationen ist mit einem IPTC-Plug-in realisiert. Mittels eines anderen Plug-ins kann IrfanView JPEGs verlustfrei bearbeiten.
Das Programm kann RAW-Dateien lesen, verarbeiten und konvertieren.

### Plug-ins
Für IrfanView gibt es Plug-ins, die dem Programm zusätzliche Funktionen bieten. Die meisten standardmäßig installierten Plug-ins existieren in Form von DLL-Dateien, eines als EXE. Die nachzuinstallierenden Plug-ins sind EXE-Dateien, darunter auch eine mit E-Mail-Funktion. Standardmäßig enthält IrfanView die Plug-ins ANSI2UNICODE (für die Unterstützung von Unicode), Effects (Bildeffekte), Icons, Paint (Funktion zum einfachen Bearbeiten durch Zeichnen mit der Maus), RegionCapture (einfache Screenshot-Funktion), Slideshow (zur Bildwiedergabe in Form einer Präsentation) und Video (Funktion zur Wiedergabe von Video- und Audiodateien).

### IrfanView Thumbnails

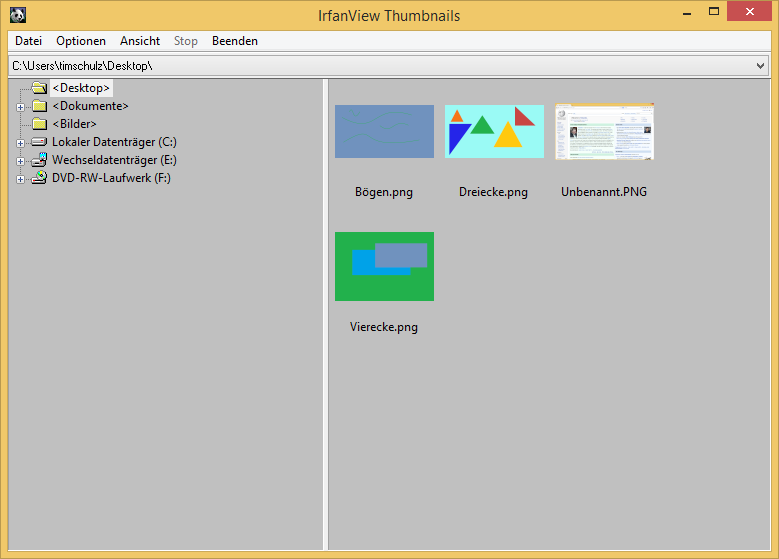
IrfanView Thumbnails 4.38 unter Windows 8.1

IrfanView Thumbnails (von engl. Thumbnail = Daumennagel, steht für die Anzeige von mehreren Bildern als Miniaturansichten) ist eine Funktion von IrfanView. Es ist keine getrennte Anwendung, öffnet sich allerdings in einem neuen Fenster. Es handelt sich um eine Art Dateimanager mit Miniaturansichten zum Verwalten von Bildern, die mehr Funktionen als der Windows-Explorer bietet. In Thumbnails lassen sich Bilder selektieren, um sie zu kopieren, verschieben, löschen, per E-Mail zu verschicken oder mit IrfanView (oder einem anderen Programm, wie der Windows-Fotoanzeige) zu öffnen.

## Verfügbarkeit
IrfanView läuft bis einschließlich Version 4.44 unter allen Windows-9x- und NT-Versionen (NT, 2000, XP, 2003, 2008, Vista, Windows 7, Windows 8 und Windows 10). Für neuere Versionen wird mindestens Windows XP benötigt. Ab der im August 2015 erschienenen Version 4.40 ist es als 32- und 64-Bit-Version verfügbar.
Neben dem üblichen zu installierenden Programm wird IrfanView auch vom Entwickler selbst als portable Version veröffentlicht. Für den Betrieb unter Linux kann auf Wine zurückgegriffen werden.
IrfanView ist seit 2017 auch als App (32 und 64 Bit) im Windows Store (Windows 10) für PC verfügbar.

## Nutzungsbedingungen
Für private Nutzung, für Schulen und Universitäten sowie in Wohltätigkeits- und humanitären Organisationen ist das Programm Freeware. Für kommerzielle Nutzung ist eine Registrierung und der Kauf des Programms erforderlich. Auch von privaten Nutzern nimmt der Entwickler gerne Spenden an.

## Trivia
Das Programmlogo stellt scherzhaft eine überfahrene Katze dar.